# Рупа до пакла
Рупа до пакла (рус. Колодец в ад) је урбана легенда о групи научника који су у Сибиру током геолошког истраживања, прокопали рупу од 14 километара у којој су чули непознате вриске. Ова прича је била веома популарна деведесетих годинама, посебно у Америци у протестантским круговима. Први пут је објављена на Телевиијској мрежи Тринити 1989. године.

## Легенда
Прича говори о геолошком истраживању, где је циљ геолога био да се истражи кора Земље. Прокопана је рупа од 14,5 километара ради истраживања. Истраживање је вођено од стране човека који је најчешће идентификован као др. Азаков (енг. Azzacov).
Током ископавања су откривени разни минерали, што је значајно повећало значајност истраживања и мотивисало научнике да наставе даље. Оно што је научнике посебно изненадило јесте била висока температура на великим дубинама која је ишла и до 2000 степена Целзијуса. Ради истраживања и проучавања сеизмичких покрета, у рупу је спуштен микрофон са великом трпељивошћу на температуру. Микрофон је снимио чудне гласове који су се могли само протумачити као људски врисци. Након тога је део тима напустио истраживање из страха. 
Оно што се такође наводи често као део приче, јесу дешавања након застрашујућег открића. Из рупе која је ископана, је излазио непознати гас, а за њим уследило крилато демонско створење. Након овога је пројекат дефинитивно угашен, док је научницима избрисано памћење, о том догађају.

## Историја легенде
Прича о рупи у Сибиру, и откривању капија пакла се први пут појавила у Америци, на Trinity Broadcast Network 1989. године. Као извор приче је референциран познати и угледни фински часопис Аменустастиа (фин. Ammennustastia) као и писмо човека под именом Ејџ Рендален који је у легенду додао и догађај где се демонско створење издигло из ископане рупе. Уз писмо је послао и чланак који је по његовом тврђењу био из најугледнијих новина у Норвешкој. Након овог преноса, 1990. године ова прича се појавила у бројним протестантским магазинима и часописима као што су "Слава Богу" (енг. "Praise the Lord"), "Поноћни плач" (енг. "Midnight Cry"), "Хришћанство данас" (енг. "Christianity Today"), и многи други. Како се ширила Америком, дошла је до водитеља ток-шоуа на радију Лос Анђелеса, Рича Булера  (енг. Rich Buchler). Како га је прича заинтересовала, хтео је више да истражи о њој и тиме открио многе чињенице, које би могле целу причу да доведу у питање.

## Истраживање Рича Булера
Рич Булер је кренуо од референце која је прва наведена на Тринити мрежи, а то су новине Аменустастиа. Након опсежног истраживања је отркивено да овај часопис уопште није цењени и престижни научни часопис, већ локалне новине којe су биле објављиване од стране групе мисионара. Када је испитивао једног од мисионара, који је био и човек који је написао чланак о овој легенди, он му је рекао да је целу причу прочитао у часопису Етела Соумен, а тачна прича је послата од једног читаоца у рубрици за писма. Одавде траг легенде већ постаје замршен.
На основу овога је Рич Булер закључио да овај догађај добија природу обичне урбане легенде, али га је занимала још једна ствар, а то је човек који је слао писма и референце, Ејџ Рендален. 
Након проналажења његовог контакта, доспео је у телефонски позив са њим. Ејџ Рендален је потврдио да је он човек који је слао изворе на радио, и да ништа од тога што је слао није истина.

### Ејџ Рендален и његова превара
Током једне своје посете Америци, Ејџ Рендален је чуо за причу о сибирској капији до пакла. Прича му се чинила јако чудном и помало смешном, али је приметио да је америчка публика олако прихвата. Запрепашћен толиком лаковерношћу, одлучио је да смисли превару. Након што се вратио у Норвешку, написао је писмо где је препричао легенду коју је чуо и додао део са демонским створењем. Као референцу је навео чланак из локалних новина, који је превео тако да изгледа да говори о догађајима у Сибиру. Овај чланак је уствари говорио само о локалним грађевинским инспекторима. Према његовој претпоставци, извори уопште нису проверени од стране Тринити мреже, и као такви, коришћени су као необориви докази.
Иако је Рич Булер опсежно истражио ову легенду, њен извор и даље није нађен, као последица преношења од човека до човека. Иако није извор откривен, потрага је била довољно успешна да би Рич закључио, да је легенда неистинита, и на крају свог извештаја написао познате речи: "То су ствари од којих се праве таблоиди."

## Инспирације за легенду
Иако никада није нигде забележено да се заиста одвијало геолошко истраживање у Сибиру, јако сличан пројекат се одвијао на полуострву Кола. Такође геолошки пројекат, носио је име Кола Супердееп (енг. Kola Superdeep), и имао је као примарни циљ истицање совјетске моћи. Наравно овај пројекат је био значајан и за геологију. Избушена је рупа са бушилицом високом као 27 зграда, од 12 километара током чијег бушења је откривено много о Земљиној кори, као што су многи нови минерали, нови начин кристализације, вода настала скупљањем угљен-диоксида, итд. Поред свих нових сазнања, није откривена никаква паранормална активност на овим дубинама.
Снимак који је снимљен у Сибиру, је данас лако доступан. Иако се сам по себи чини као довољан доказ, утврђено је да овај снимак није ништа друго до преснимљеног снимка мало лошијег квалитета из филма Крвави Барон који је изашао 1972. године.